# 俄松
囊德约松（藏語：གནམ་ལྡེ་འོད་སྲུང，威利转写：gnam lde yod srung，842年—878年），又名安达·俄松（藏語：མངའ་བདག་འོད་སྲུང།，威利转写：mang' bdag 'od-srung），又译为微松、欧松、沃松等。他是吐蕃王朝末任赞普朗达玛的儿子。“俄松”在藏语中意思是“光护”。
俄松是朗达玛的遗腹子，为小妃蔡邦萨赞莫潘（ཚེ་སྤོང་བཟའ་བཙན་མོ་འཕན་）所生。842年，朗达玛被佛教僧人拉隆·贝吉多杰刺杀后，王妃那囊氏（སྣ་ནམ་བཟའ་，綝氏）拥立哥哥尚延力三岁的儿子（一说是乞丐的儿子）墀德云丹为赞普，王妃摄政。那囊氏杀害了反对让云丹嗣位的大相韦·甲多热（结都那）等人，试图巩固云丹的赞普地位。
俄松出生后，其生母为了避免遭到那囊氏的迫害，点灯日夜守护着他。后来不服云丹统治的大臣退往山南地区，立次妃所生的遗腹子俄松，与云丹分庭抗礼。
847年，云丹以伍如（逻些小昭寺一带）为据点，俄松以云如（雅隆昌珠寺一带）为据点，双方的支持者发生大规模交战。这场被后世称为“伍约之战”（དབུ་གཡོར་འབྲུག་པ）的内乱持续了23年，整个青藏高原地区甚至连吐蕃辖下的西域地区都卷入了战乱之中。869年爆发了臣民大反叛。他们挖掘赞普的陵墓，杀害贵族和赞普的后裔，从此赞普一族的威权完全丧失。从此，吐蕃四分五裂，吐蕃王国名存实亡。
在起义军的追赶下，俄松的后代逃往各地。后来的阿里王系（即古格王朝）、拉达克王系、雅隆觉阿王系、普兰王系、亚泽王朝都是俄松的后代。